# Deforme semanal ideal total
Deforme semanal ideal total es un podcast cultural, político, de humor y feminista español, producido, creado y presentado desde 2019 por la periodista Lucía Lijtmaer y la guionista Isa Calderón.

## Contenido
Cada dos semanas realizan un programa en donde, alrededor de un concepto, analizan libros, películas y personajes famosos, intercalándolo con temas musicales, sus propias reflexiones, experiencias personales y humor.
Todos los programas comienzan con la canción Send me no flowers interpretada por Doris Day en la película del mismo nombre, No me mandes flores de 1964, protagonizada por ella misma y Rock Hudson y dirigida por Norman Jewison.

## Emisión
Se emite a través de Radio Primavera Sound y en exclusiva en Spotify desde septiembre de 2019. Su predecesor fue Deforme semanal, espectáculo que se realizaba en teatros, en donde el periodista Marc Giró colaboraba con ellas y realizaban entrevistas.
Las grabaciones de Deforme Semanal Ideal Total comenzaron a realizarse con público a través del ciclo de conciertos de las Nits del Fòrum del festival Primavera Sound en el teatro Abaixadors 10 de Barcelona en septiembre de 2019. Pero, debido al confinamiento por la pandemia de COVID-19 decretado el 14 de marzo de 2020,  Lijtmaer y Calderón se vieron obligadas a realizarlas cada una desde su casa y, posteriormente, tras las restricciones, en los estudios Good It, aunque sin público.
Desde finales de 2021, se han vuelto a intercalar los programas grabados en estudio con las realizadas en teatros con público.
Recientemente se han desvinculado de Radio Primavera Sound.

## Reconocimientos
En 2021, Deforme Semanal Ideal Total fue galardonado con el Premio Ondas Nacional de Radio al Mejor Podcast o Programa de Emisión Digital ex aequo junto con Estirando el chicle, conducido por las humoristas Carolina Iglesias y Victoria Martín, por “crear un show radiofónico con una visión provocadora y feminista de la cultura y la vida”.
En 2022, recibieron el Premio Ondas Globales del Podcast al Mejor Podcast del año, también ex aequo junto con Estirando el Chicle.